# 2022년 코펜하겐 몰 총격 사건
2022년 7월 3일, 덴마크 코펜하겐의 필즈 (Field's) 쇼핑몰에서 한 남성이 총을 난사해 3명이 사망하고 4명이 부상을 입었다. 이번 총격 사건은 2015년 코펜하겐 총격 사건 이후 덴마크에서 일어난 첫 총격 사건이다.

## 총격
총격은 코펜하겐 아마게르 (Amager)의 개발이 진행되고 있는 도시 지역 외레스타드 (Ørestad)에 위치한 필즈 (Field's) 쇼핑몰에서 발생했다. 사냥용 소총을 든 남성이 오후 5시 30분쯤 쇼핑몰에 들어왔다.  공개된 사진 속에는 무릎까지 오는 반바지에 조끼나 민소매 셔츠를 입은 총격범의 모습이 담겼다. 경찰은 오후 5시 37분 첫 총격 신고를 받았으며, 11분 뒤 한 남성을 검거했다. 목격자는 총격범이 난폭하고 화가 난 것처럼 보였으며, 달리면서 소리를 질렀다고 말했다.

## 피해자
3명이 숨지고 4명이 부상당했다. 3명은 릭쇼피탈레트 (Rigshospitalet) 외상 센터에 보내졌다. 사망자는 17세 덴마크인 소녀, 17세 덴마크인 소년, 47세 러시아인 남성이었다. 스웨덴 시민권자 2명을 포함해 4명이 중상을 입었으며, 1명은 중태에 빠졌다.

## 가해자
22세의 덴마크 남성이 총격과 관련하여 체포되었으며, 과실치사 혐의로 기소되었다. 가해자는 정신과 분야에 종사하는 사람들에게 알려져 있는 인물이었다.

## 여파
총격 직후 덴마크 왕실은 프레데리크 왕세자가 주최할 예정이었던 리셉션이 취소됐다고 발표했다.
영국 가수 해리 스타일스는 이날 저녁에 예정된 인근 로열 아레나 콘서트를 취소했다.

## 반응
메테 프레데릭센 덴마크 총리는 이번 공격이 "잔인하다"고 묘사했다.

## 같이 보기
- 1996년 코펜하겐 공항 총격 사건
- 2015년 코펜하겐 총기난사 사건